# 島根日産自動車
島根日産自動車株式会社（しまねにっさんじどうしゃ）とは、島根県松江市に本社のある、日産自動車の販売会社である。
山陰酸素工業の関連会社である。

## 概要
島根県で、日産・ブルーステージを展開している。
松江市の松江支店では、ルノー車（店名はルノー松江）を併売しており、かつてはジャガー車（店名はジャガー松江）も併売していた。
また、2011年9月までは出雲市にルノー車の専売店（店名はルノー出雲空港店、旧島根日産斐川営業所）があったが、ルノー松江に移転する形で閉店した。

## 沿革
- 1946年（昭和21年） 設立。初代社長は桜井三郎右衛門 (12代)。

## 事業所
- 本社・日産オペレーションセンター/松江市馬潟町362番地2

- 松江支店・ルノー松江/松江市西津田三丁目4番10号
- 出雲支店/出雲市渡橋町721番地2
- 浜田支店/浜田市下府町159番地1
  - 松江北営業所/松江市菅田町183番地1
  - 安来営業所/安来市今津町625番地1
  - 雲南営業所/雲南市木次町里方530番地1
  - 大田営業所/大田市久手町刺鹿356番地1
  - 益田営業所/益田市中吉田町342番地1

## 関連会社
- 山陰酸素工業
- 日産プリンス鳥取販売
- 日産サティオ島根